# Saline Ulcinj

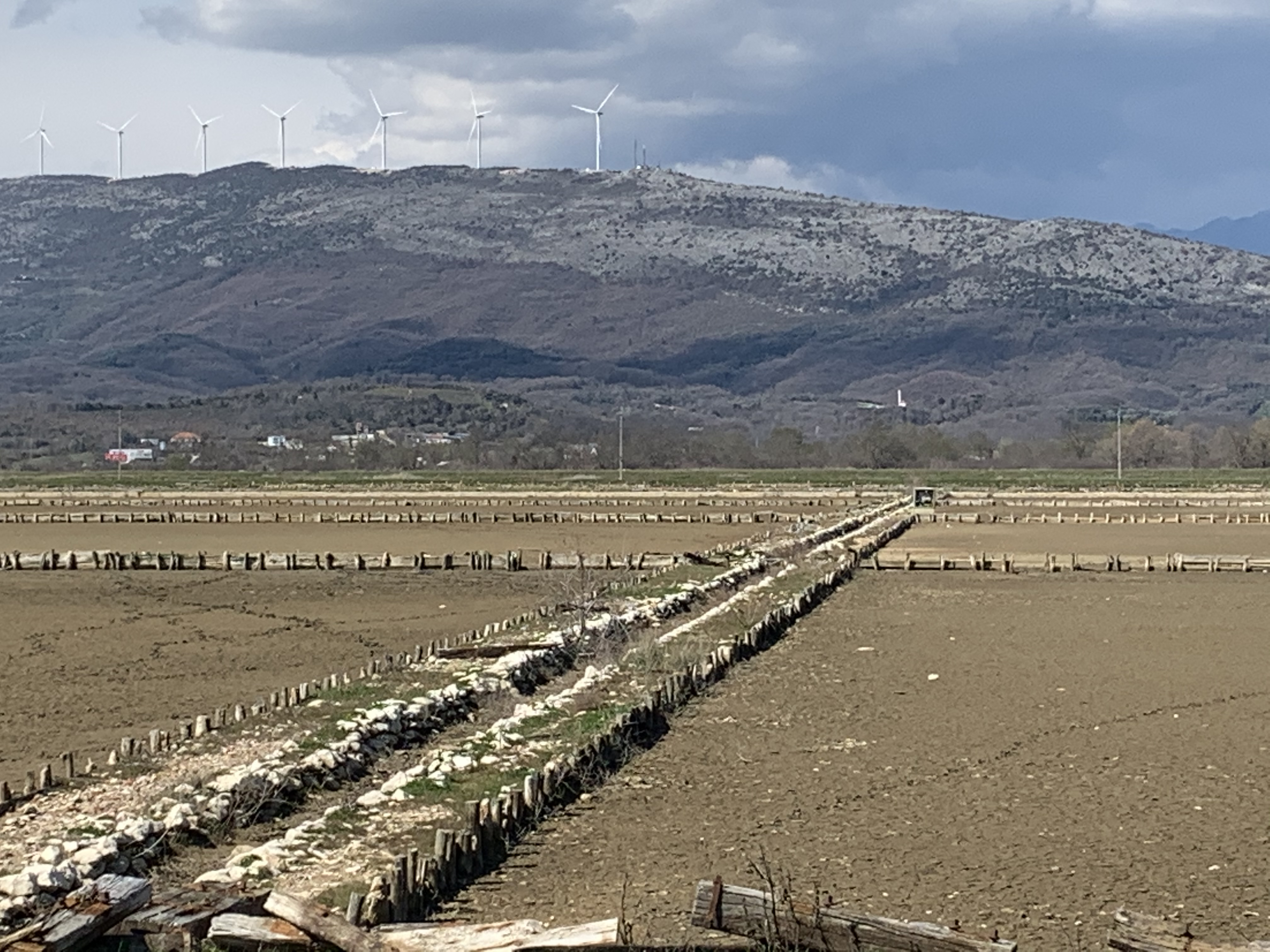
Trockene Salinenfelder

Die Saline Ulcinj ist eine stillgelegte Saline und heutiger Naturpark in der Gemeinde Ulcinj in Montenegro. Das Areal, welches im Buna-Delta liegt, ist mit 1500 Hektar eine der größten Salinen im Mittelmeerraum. Seit 2003 bemühen sich Nichtregierungsorganisation um die Erhaltung des Areals als eines der wichtigsten Rast-, Brut- und Überwinterungsgebiete für Zugvögel an der östlichen Adriaküste. Die Flutung mit anschließendem, langsamen Trockenfallen der Verdunstungsbecken schafft wertvolle Feuchtlebensräume für eine Reihe von Wat- und Wasservögeln.

## Geschichte
1920 wurde die Lagune Zoganjsko Jezero, der See der Vögel, als geeigneter Ort für eine neue Saline ausgewählt. Von 1926 bis 1934 wurde die Saline errichtet. 1935 wurde mit der Salzgewinnung begonnen. Nach dem Zweiten Weltkrieg wuchs die Saline und in der Hochphase der Produktion gewannen 400 Arbeiter 60.000 Tonnen Salz pro Jahr, und die Saline versorgte zu 60 % das ehemalige Jugoslawien mit Salz.
Im Jahr 2005 wurde die Saline privatisiert. 2013 wurde die Salzproduktion gestoppt. Seit 2015 laufen die Bemühungen um die Erhaltung der Saline als Vogelschutzgebiet. Anfang 2024 waren erste dringende Restaurierungsarbeiten abgeschlossen.

## Schutzgebiet
Am 24. Juni 2019 erhielt die Saline Ulcinj von der Stadt den Status eines Naturparks.
Die Saline wird jährlich mit Meerwasser geflutet und fällt danach allmählich trocken. Das Feuchtgebiet wird unter anderen von Löfflern, Rosaflamingos, Krauskopfpelikanen, Fischadlern, Wespenbussarden, Rötelfalken, Schwarzmilanen, Rohrweihen, Schelladlern, Wanderfalken, Grauammern und Heidelerchen aufgesucht.
Einige Kilometer nordöstlich liegt der Šasko jezero.

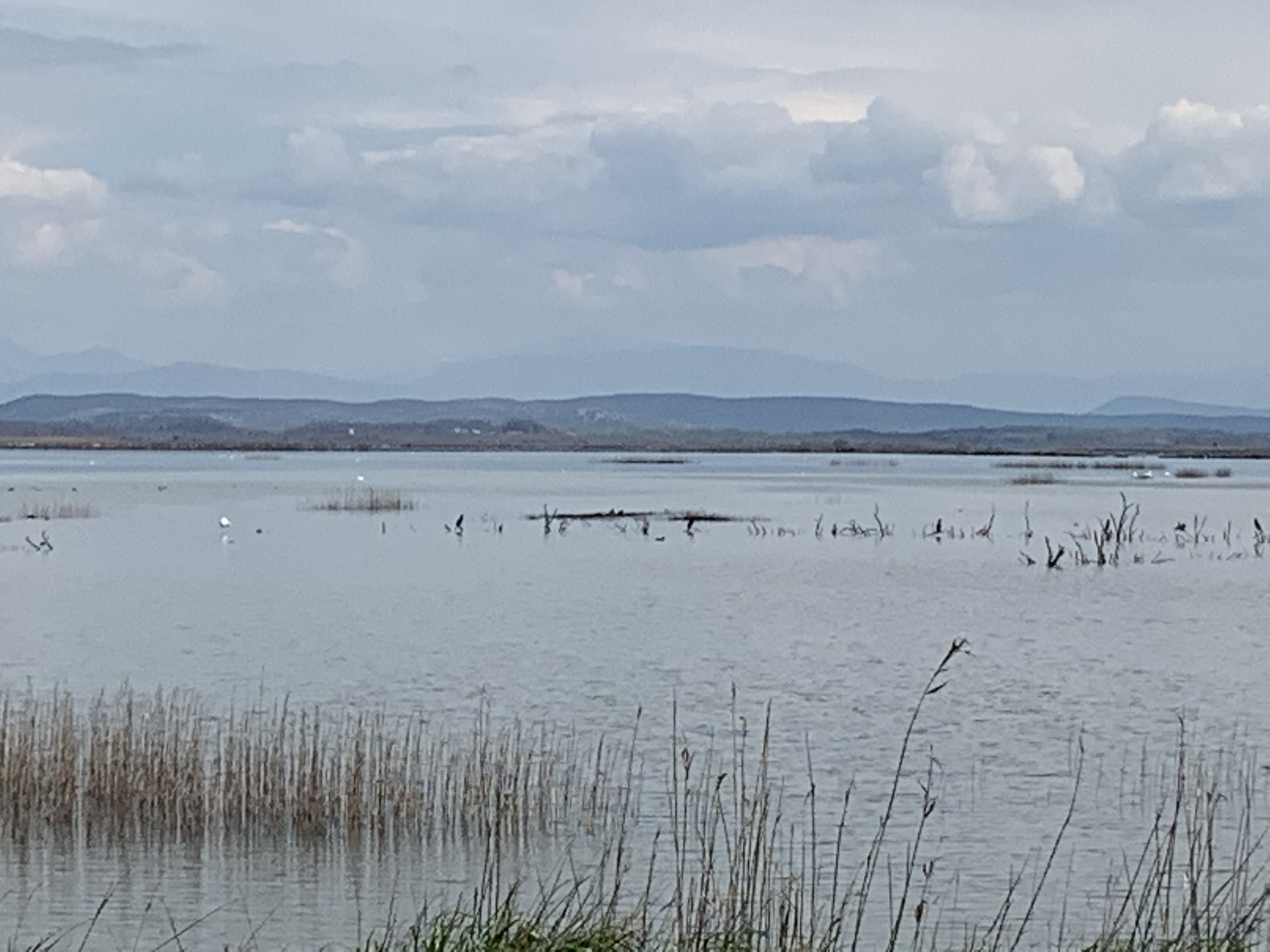
Naturpark
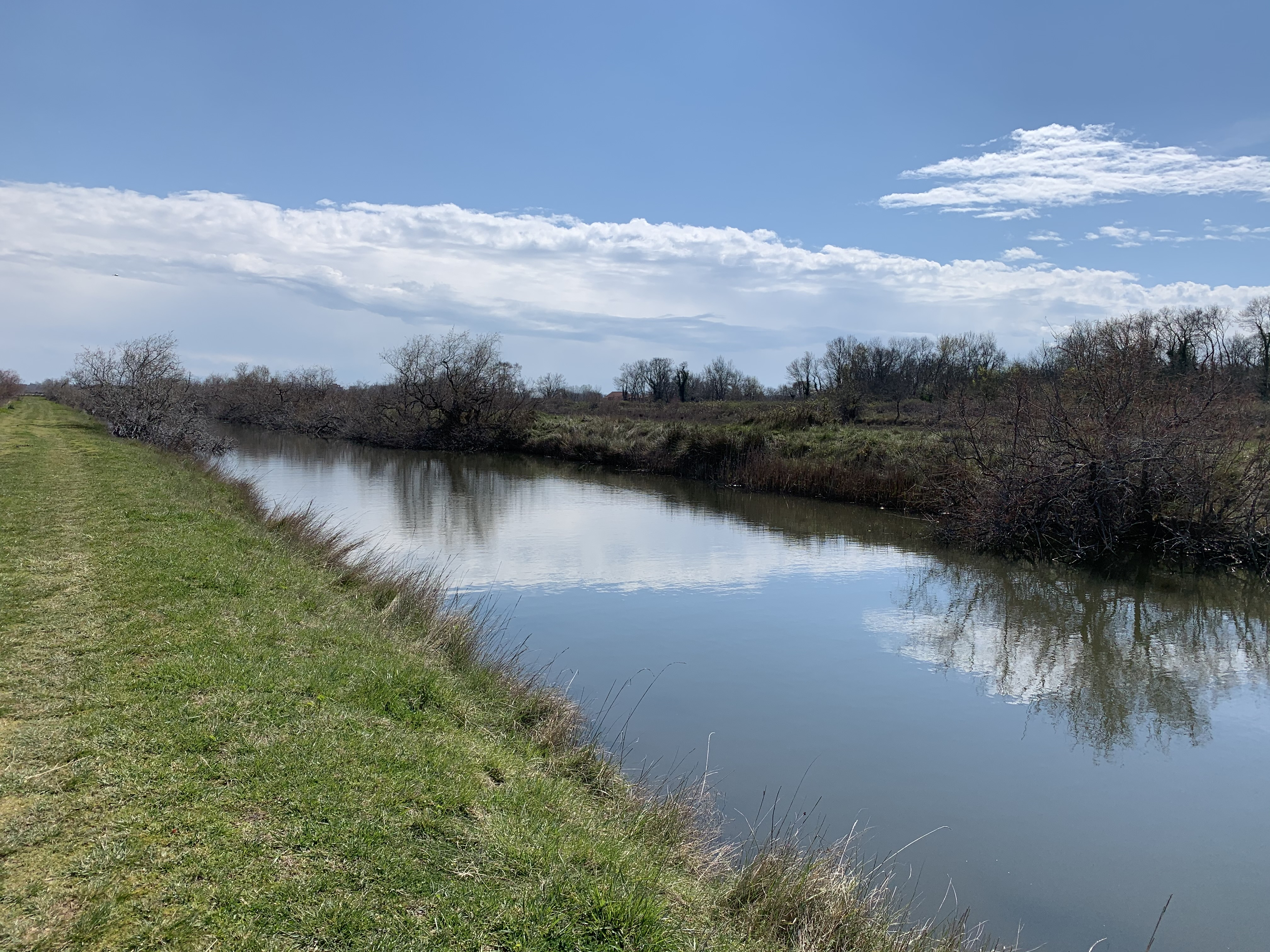
Kanal
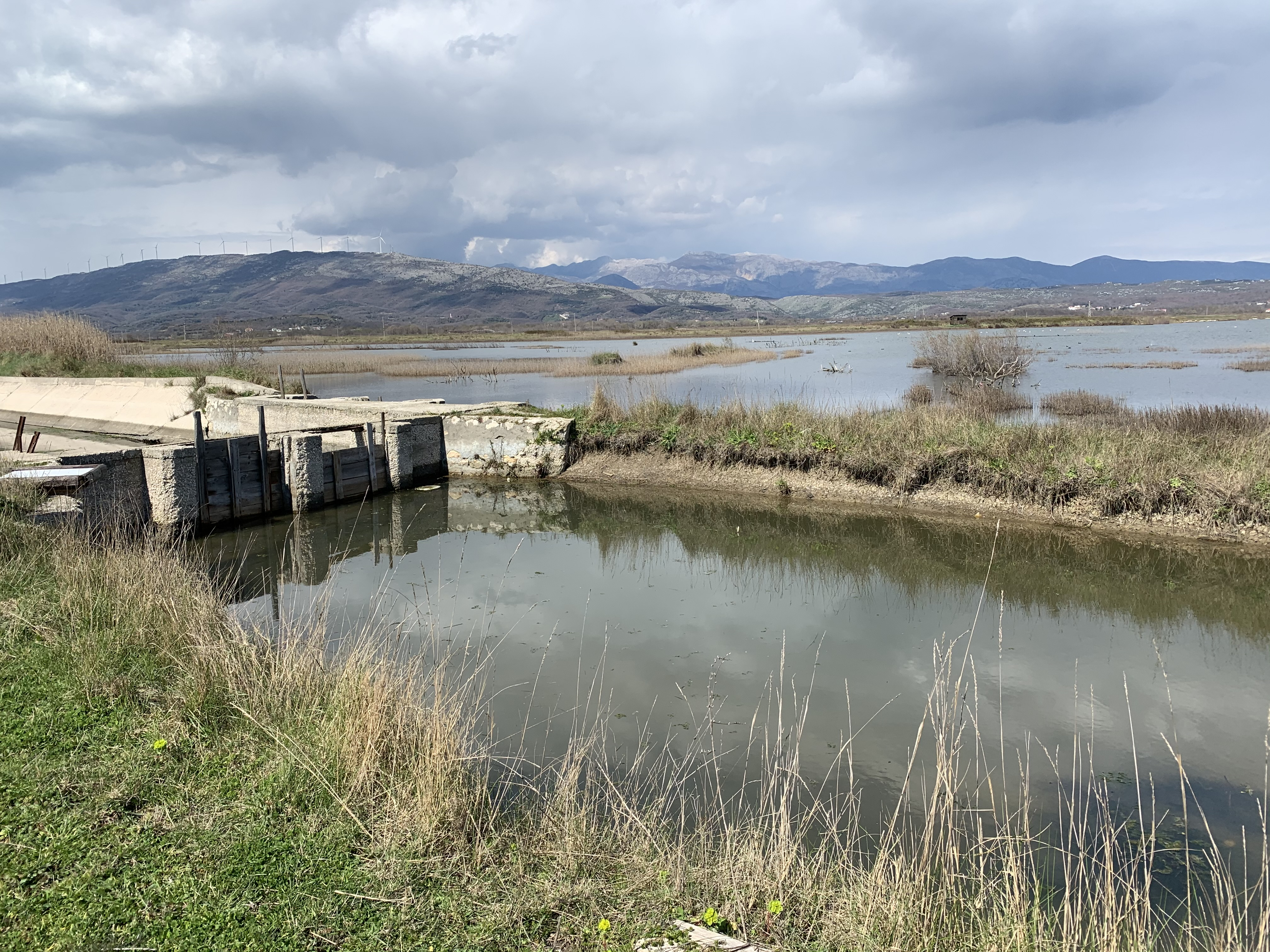
Wassergraben